# 공포의 파티
《공포의 파티》(영어: Bodies Bodies Bodies)는 2022년 개봉한 미국의 코미디 공포 영화이다. 할리나 레인이 감독을 맡았다.

## 줄거리
동유럽 노동 계급 출신 비는 부자 여자친구 소피를 따라 걸프 연안 사람들이 친구들과 며칠간 함께 허리케인 기간을 보내며 노는 "허리케인 파티"에 참석한다. 앨리스의 남자친구 그레그는 쿠크리로 샴페인 병목을 단숨에 깔끔하게 베어내 병을 따는 묘기를 보여준다.
소피는 살인 추리 게임 "보디스 보디스 보디스"(Bodies Bodies Bodies)를 할 것을 제안한다. 이는 "살인자"가 표식 토큰을 몰래 품에 소지한 채로 어둠 속에서 "살인"을 저지르면 불을 켠 상태에서 다 같이 진범을 추리하는 놀이이다.
첫 번째 "피살자" 그레그와 다툰 데이비드가 집 밖에서 쿠크리에 목이 그여 사망하자 모두가 그레그를 의심해 싸움이 벌어진다. 그레그가 칼을 쥐자 비는 그레그의 머리를 케틀벨로 두 번 치고, 그레그는 바로 사망하고 만다.
이후 에마도 시체 상태로 발견되자 이들은 누군가 게임을 모방해 일행을 한 명씩 죽이고 있다고 확신하는데...

## 출연
- 어맨들라 스텐버그 - 소피 역
- 마리야 바칼로바 - 비 역
- 마이할라 헤럴드 - 조던 역
- 체이스 수이 원더스 - 에마, 데이비드의 배우 지망생 여자친구 역
- 레이철 세넛 - 앨리스, 팟캐스터 역
- 리 페이스 - 그레그, 앨리스가 틴더에서 만난 연상 남자친구 역
- 피트 데이비드슨 - 데이비드, 파티가 열린 저택 주인 역
- 코너 오맬리 - 맥스, 데이비드와 싸우고 전날 먼저 나가버린 친구 역